# Gaudinia
Gaudinia és un gènere de plantes de la família de les poàcies, ordre de les poals, subclasse de les commelínides, classe de les liliòpsides, divisió dels magnoliofitins.

## Taxonomia
- G. fragilis (L.) Beauv.

(vegeu-ne una relació més exhaustiva a Wikispecies)

## Sinònims
Arthrostachya Link, 
Cylichnium Dulac, 
Falimiria (Rchb.) Rchb., 
Meringurus Murb.